# Palacio del Obispo (Molina de Aragón)
El palacio del Obispo, también conocido como Casa del Obispo Juan Díaz de la Guerra o Casona de los Obispos, es un palacio del siglo XVIII situado en la localidad guadalajareña de Molina de Aragón (España). Se encuentra extramuros, en el barrio de San Francisco, a la orilla izquierda del río Gallo. Fue construido por Juan Díaz de la Guerra, conocido como el «obispo albañil», para ser sede de las finanzas episcopales de la diócesis de Sigüenza.
En su fachada destaca el balcón y el escudo de armas.